# ماتئوس ریس
ماتئوس ریس (انگلیسی: Matheus Reis؛ زادهٔ ۱۸ فوریهٔ ۱۹۹۵) بازیکن فوتبال اهل برزیل است.
از باشگاه‌هایی که در آن بازی کرده‌است می‌توان به سائو پائولو و اسپورتینگ لیسبون اشاره کرد.

## افتخارات
- لیگ برتر فوتبال پرتغال
  - قهرمان، ۲۰۲۰–۲۰۲۱
- سوپر جام فوتبال پرتغال
  - قهرمان، ۲۰۲۱[۱]